# Hagen Haas
Hagen Haas (* 1972 in Köln) ist ein deutscher Drehbuchautor und Schriftsteller.

## Leben
Haas studierte Geschichte und Germanistik und begann danach eine Karriere als Fernsehautor. Er schrieb Drehbücher, Dialoge und Storylines für mehrere hundert Folgen. Seit 2016 wirkt er als Co-Autor der Ritterfestspiele auf Burg Satzvey mit.
Sein literarisches Debüt gab er 2017 mit dem Urban-Fantasy-Roman Drei Tage bis Vollmond: Dämonen unterm Dom.
Er lebt mit seiner Familie in Brühl.

## Filmografie
- Marienhof - Drehbuch[3]
- Verbotene Liebe (2004–2015) – Head Writer Story, Dialogautor
- 112 – Sie retten dein Leben (2008–2009) – Dialogautor
- Alles was zählt (2010–2024) – Autor (Fernsehspiel)
- Nachtschwestern (2019–2020) – Drehbuch
- Hotel Mondial (2023) – Drehbuch

## Publikationen
- Drei Tage bis Vollmond: Dämonen unterm Dom. Feder & Schwert, 2017. ISBN 978-3-86762-287-5